# DDR-Museum Pforzheim
Das DDR-Museum Pforzheim entstand 1998.

## Geschichte
Klaus Knabe († 2012), der 1961 kurz vor dem Mauerbau zusammen mit seiner Frau in den Westen ging, sammelte Alltagsgegenstände und andere DDR-Objekte wie Grenzsteine, Gefängnistüren, Geruchskonserven der Stasi aus der Zeit vor 1990 auf einem Dachboden, bis die Stadt Pforzheim ihm den ehemaligen Kindergarten der französischen Garnison zur Verfügung stellte. Zusammen mit mehreren Freunden und Wissenschaftlern erarbeitete er ein Konzept, das ein umfassendes Bild des ostdeutschen Staates vermitteln will. Ein historischer Überblick über die Nachkriegszeit und die 40 Jahre DDR-Geschichte wurden hinzugefügt und auch mit Objekten versehen, so dass man in Südwestdeutschland einen fast vollständigen Einblick in diese Zeit erhält.
Das Museum wird unterstützt von dem Verein „Gegen das Vergessen e.V.“, der mit Ehrenamtlichen, insbesondere Zeitzeugen, die Basis für die Arbeit bietet, insbesondere Führungen für Schulklassen. Noch vom Initiator Klaus Knabe angeregt, wurde 2012 die Stiftung „Lernort Demokratie“ errichtet, die ihrerseits von der bundesweiten Stiftung „Gegen Vergessen – Für Demokratie“ gefördert wird.

## Ausstellungselemente
Erdgeschoss
- Raum 1:  Eindrücke & Zeitleiste

- Raum 2:  Historische Ausgangssituation & SED

Obergeschoss
- Raum 3:   Jugend im durchherrschten System
- Raum 4:   Der Westen im Osten
- Raum 5:   Grenze/n
- Raum 6:   Ankommen im Westen
- Raum 7:   Die Friedliche Revolution
- Raum 8:   Das wiedervereinte Deutschland

Untergeschoss
- Speziallager

- Der Umgang mit politischen Gefangenen